# Clemència Berdiell i Martínez
Clemència Berdiell i Martínez (Almenar, Lleida, 25 de març de 1889 - Almenar, Lleida, 2 de febrer de 1966) va ser mestra i directora de l'Escola Pública d'Almenar des de 1927 fins a l'any 1959.

## Biografia
Clemència Berdiell va néixer en el si d'una família pagesa i ramadera. El seu pare, Jaume Berdiell, es dedicava a conrear les terres i a pasturar el ramat de casa, i la seva mare, Cecília Martínez, cuidava de la llar i dels set fills, dels quals Clemència era la tercera. Va passar la infantesa a Almenar, on va fer els estudis primaris amb un professor particular del qual se’n desconeix la identitat, i on jugava en aquells carrers pedregosos i escarpats. Després de graduar-se com a mestra a Barcelona, va desenvolupar durant 25 anys la seva tasca pedagògica i el seu amor pels pobres i marginats de les terres ponentines.
Per tal d'ampliar els seus coneixements, Clemència va marxar a viure a Barcelona, on vivia la seva germana, i va estudiar a l'Escola Normal, on es va graduar l'any 1915. A partir d'aquest moment es va iniciar la seva tasca professional. Va obtenir la primera plaça per oposició lliure a Les Puelles (municipi pròxim a Agramunt), on va ser nomenada titular, oficialment, del 5 de juliol de 1918 fins a l'any 1922. El 5 de setembre de 1923 es traslladà a l'Escola Nacional d'Albesa, on va estar fins a l'any 1927. El setembre de 1927 va guanyar la plaça de propietat a l'Escola Nacional de nenes d'Almenar, ja que l'ensenyament estava dividit per sexes. L'any 1939, un cop acabada la Guerra, l'Ajuntament va haver de reparar els desperfectes i es va haver de nomenar un nou professorat, ja que molts amb els quals es volia comptar per al nou projecte, amb la guerra havien marxat o havien mort. No fou, però, el cas de Clemència Berdiell, que va continuar formant part del professorat de les escoles d'Almenar després de la guerra. A poc a poc, i tot i les deficiències, a partir del curs 1940-1941 l'escola va tornar al seu funcionament habitual.
Tot i així, el règim franquista va habilitar mestres per tal que s'encarreguessin de la tasca d'adoctrinament i moralització de les nenes i Clemència Berdiell va reprendre la seva tasca docent a l'escola. La seva habilitació va ser possible, ja que mai havia mostrat unes conviccions ideològiques ni polítiques i, per tant, no va formar part de col·lectius sorgits durant la II República i que havien estat en auge durant la Guerra Civil a Lleida, com són Batec o la FETE-UGT, a les files de la qual s'hi van afegir molts mestres, tant a les comarques de Lleida com a la resta de l'Estat espanyol, els quals, a causa de la seva militància, van haver de marxar a l'exili.
L'any 1948 Clemència Berdiell va ser ascendida a Directora de l'Escola Nacional Graduada de Nenes d'Almenar, on va passar de cobrar 8.400 ptes. anuals a 9.400. El seu salari anual es va anar incrementant fins a arribar a 28.800 ptes. anuals l'any 1956; l'últim document que en deixa constància, abans de la seva jubilació forçosa, és del 25 de març de 1959, quan tenia 70 anys.
El darrer període de la seva vida el va passar a Almacelles amb la seva neboda, que també era mestra, i la seva germana Cecília, fins que el 2 de febrer de 1966, va morir. En homenatge a Clemència Berdiell, l'any 1979, com a forma de gratitud per la seva tasca al municipi, es va donar el seu nom a una de les escoles d'Almenar.

## Model pedagògic
Destaca, de Clemència Berdiell, la seva mentalitat progressista, la seva sensibilitat religiosa i la seva consciència de justícia social. Coneixia i aplicava sistemes pedagògics innovadors per a l'època, com moltes de les seves contemporànies lleidatanes, com per exemple, el de Maria Montessori el qual es desenvolupava en un context on imperava la voluntat, la intel·ligència i la imaginació a mans d'una persona educadora. En el seu cas, afavoria el desenvolupament de les alumnes a nivell individual i de manera autònoma, ja que ella els preparava material, com per exemple problemes de matemàtiques a la pissarra, i les deixava fent els deures de manera autònoma. És per això que, més que ensenyar-les, les orientava. Muntava representacions teatrals amb draps, papers lluents i pintures barates amb les que captava l'atenció de grans i petits i simpatitzava amb la ciència-ficció i l'exploració de l'espai, ja que li agradava molt la lectura, especialment de Jules Verne. També li interessava els avenços mèdics arrel dels trasplantaments de cor del cèlebre Dr. Barnard, inquietud que li transmetia a les seves alumnes.
A més, tenia un caràcter bo, rialler, dolç, benvolent i solidari amb les alumnes, valors que, en aquest ambient, anaven adquirint les seves alumnes fent que, per exemple, es desenvolupessin a l'hora de jugar en el pati o a l'hora de treballar en grups de quatre a l'aula. Clemència destacava perquè tenia especial cura amb les persones amb menys recursos econòmics, fins i tot els convidava a casa seva en acabar les lliçons.
El contacte diari amb les més petites li feia copsar la situació familiar i social del seu entorn, en anys de dificultats per aconseguir aliments i vestits a causa del Règim Franquista. Per això, va sol·licitar l'ajuda a la Delegació d'Ensenyament que li va concedir, des de 1955, l'organització d'un rober escolar, A més, quan una de les seves alumnes prometia deixar l'escola abans del permès, Clemència estava disposada i trobava el moment per donar-li classes de manera totalment voluntària i desinteressada.
Tot i desenvolupar bona part de la seva tasca pedagògica sota les directrius del sistema del règim de Francisco Franco amb les lliçons en castellà de les assignatures estipulades i tot i que l'ensenyament estava orientat a l'ensenyament patriòtic i religiós més que intel·lectual, ja que eren obligats la pregària i el cant de l'himne de la dictadura, va ensenyar a les seves alumnes algunes poesies, van representar obres teatrals i van explicar contes, deslligant-se una mica del doctrinarisme imposat pel règim.